# Flammulaster disseminatus
Flammulaster disseminatus är en svampart som först beskrevs av E. Horak, och fick sitt nu gällande namn av E. Horak 1980. Flammulaster disseminatus ingår i släktet Flammulaster och familjen Inocybaceae.   Inga underarter finns listade i Catalogue of Life.